# قوة داخل الجزيء

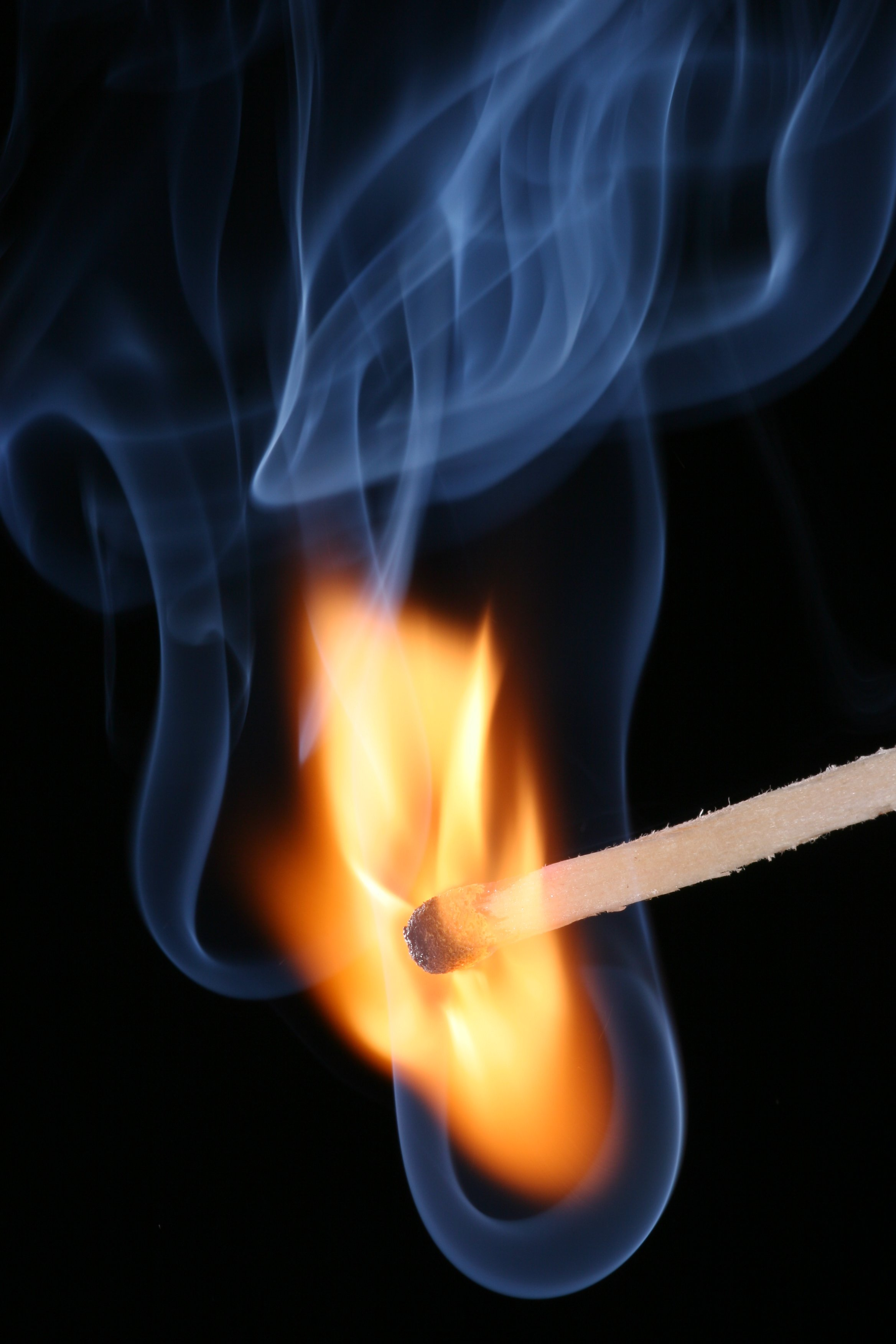

القوة داخل الجزيء هي أي قوة تعمل على جمع الذرات مع بعضها البعض لتكون جزيء أو مركب
.
تتألّف المادة بأشكالها الثلاث - عناصر و مركبات و مخاليط - من دقائق (ذرات أو جزيئات أو أيونات)، ترتبط هذه الدقائق ببعضها البعض بقوى متفاوتة في القوة، فنجد هذه القوى كبيرة في المادة الصلبة، ومتوسطّة في السوائل، وضعيفة في حالة الغازات.
يمكن أن نطلق على هذه القوى التي تربط بين جسيمات المادة، قوى الترابط البين جسيمية أو البين جزيئية. وعليه يمكننا أن نميّز الآن بين الروابط الكيميائية وبين الترابط البين جزيئي، فالروابط الكيميائية، روابط قوية تتّكون داخل الجزيء، أمّا الترابط البين جزيئي فهو ترابط ضعيف يحدث خارج الجزيء.

## أنواع القوة داخل الجزيء
وهناك ثلاثة أنواع رئيسية من القوة داخل الجزيء، تميز أنواع الذرات المكونة وسلوك الإلكترونات:
- الترابط الأيوني، أو الرابطة الأيونيّة:

عبارة عن تجاذب كهربائي قوي بين نوعين مختلفين من الأيونات والتي تتشكل عادة بين معدن و لافلز، كما هو الحال في الترابط بين أيونات الصوديوم وأيونات الكلور في ملح كلوريد الصوديوم «NaCl». الإلكترونات في الرابطة الأيونية تميل إلى معظمها يمكن العثور عليها حول واحدة من اثنين من الذرات المكونة يرجع ذلك إلى الفرق الكبير في الكهربية بين الذرتين، وهذة كثيرا ما توصف بأنها ذرة واحدة تعطي الإلكترونات إلى أخرى. في حالة كلوريد الصوديوم، الصوديوم تعطي الإلكترون إلى الكلور.
- الرابطة التساهمية

ووفق هذا المفهوم يكون لدينا فقط رابطة كيميائية حقيقية واحدة وهي الرابطة التساهمية «covlant bond» (التناسقية في حقيقتها تساهمية)، فهي الرابطة الوحيدة التي لها وجود مادي يتمثّل في المجالات الجزيئية المحتوية على الزوج الإلكتروني الرابط.
- رابطة معدنية

قوى تربط بين ذرات الفلزات (المعادن) ناتجة عن حركة الالكترونات وانتقالها من ذرة إلى أخرى.
والتي تتشكل عموما داخل المعدن النقي أو معدن السبيكة. الإلكترونات المعدنية بشكل عام تحدث إعادة تمركز، والنتيجة هي عدد كبير من الإلكترونات الحرة حول الأنوية الموجبة، وتسمى أحيانا بحر الإلكترون.
وهي تختلف في قوتها من المحتوى الحراري للرابطة، وبالتالي تؤثر على الخواص الفيزيائية والكيميائية للمركبات بطرق مختلفة.